# Formation de Nemegt
La formation de Nemegt (ou Nemegtskaya Svita) est une formation géologique du bassin de Nemegt. Ce bassin est situé dans la partie nord-ouest du désert de Gobi, dans le sud de la Mongolie. La formation de Nemegt est datée du Crétacé supérieur ; elle est réputée pour sa richesse en fossiles.
Nemegt Formation est le terme usité en anglais. En français, on rencontre plus fréquemment celui de « vallée de Nemegt ».

## Géologie
La formation de Nemegt vient au-dessus de la formation de Barun Goyot. La formation de Nemegt est constituée de sédiments déposés dans un environnement de chenaux fluviatiles sous un climat humide. Il s'agit d'argiles et de grès sédimentés dans d'anciens lacs, cours d'eau et plaines alluviales. Les fossiles retrouvés dans ces sédiments indiquent la présence de forêts où vivait une faune diversifiée de poissons, tortues, crocodiles, oiseaux et dinosaures.

## Datation
La formation est datée de la fin du Crétacé supérieur, du Maastrichtien inférieur, soit il y a environ entre 71 et 69 Ma (millions d'années).
|                  | Formations géologiques   | Étages                                     | Datations en Ma |
| ---------------- | ------------------------ | ------------------------------------------ | --------------- |
| Crétacé terminal | Formation de Nemegt      | Maastrichtien inférieur                    | 69 à 71 Ma      |
| Crétacé terminal | Formation de Barun Goyot | Maastrichtien basal                        | 71 à 72 Ma      |
| Crétacé terminal | Formation de Djadokhta   | ? Santonien terminal à Campanien supérieur | ? 72 à 84 Ma ,  |

## Faune et flore fossiles de la formation de Nemegt

### Coelurosaures

#### Oviraptorosaures
| Oviraptorosaures de la formation de Nemegt | Oviraptorosaures de la formation de Nemegt | Oviraptorosaures de la formation de Nemegt | Oviraptorosaures de la formation de Nemegt | Oviraptorosaures de la formation de Nemegt                     | Oviraptorosaures de la formation de Nemegt                          | Oviraptorosaures de la formation de Nemegt |
| Genre                                      | Espèce                                     | Situation                                  | Position stratigraphique                   | Matériel                                                       | Notes                                                               | Images                                     |
| ------------------------------------------ | ------------------------------------------ | ------------------------------------------ | ------------------------------------------ | -------------------------------------------------------------- | ------------------------------------------------------------------- | ------------------------------------------ |
| Ajancingenia                               | Ajancingenia yanshini                      | Omnogov                                    | Bancs rouges de Hermiin Tsav               | Squelette partiel avec le crâne et 5 os post-crâniens partiels | Un oviraptoridé trouvé également dans la formation de Barun Goyot . |                                            |
| Avimimus                                   | Avimimus portentosus                       |                                            |                                            |                                                                | Un avimimidé.                                                       |                                            |
| Elmisaurus                                 | Elmisaurus rarus                           |                                            |                                            | Trois pieds et une main                                        | Un caenagnathidé.                                                   |                                            |
| Conchoraptor                               | C. gracilis                                | Omnogov                                    | Bancs rouges de Hermiin Tsav               | Squelette partiel avec le crâne, quatre crânes partiels        |                                                                     |                                            |
| Gobiraptor                                 | Gobiraptor minutus                         |                                            |                                            |                                                                | Un oviraptoridé.                                                    |                                            |
| Nemegtomaia                                | Nemegtomaia barsboldi                      |                                            |                                            |                                                                | Un oviraptoridé.                                                    |                                            |
| Nomingia                                   | N. gobiensis                               |                                            |                                            | Squelette post-crânien partiel                                 |                                                                     |                                            |
| Rinchenia                                  | Rinchenia mongoliensis                     |                                            |                                            | Crâne et squelette post-crânien fragmentaire                   | Un oviraptoridé.                                                    |                                            |

#### Paraves
| Paraves de la formation de Nemegt | Paraves de la formation de Nemegt | Paraves de la formation de Nemegt | Paraves de la formation de Nemegt | Paraves de la formation de Nemegt                      | Paraves de la formation de Nemegt                   | Paraves de la formation de Nemegt |
| Genre                             | Espèce                            | Situation                         | Position stratigraphique          | Matériel                                               | Notes                                               | Images                            |
| --------------------------------- | --------------------------------- | --------------------------------- | --------------------------------- | ------------------------------------------------------ | --------------------------------------------------- | --------------------------------- |
| Adasaurus                         | Adasaurus mongoliensis            |                                   |                                   | Crâne partiel et squelette post-crânien fragmentaire   | Un dromaeosauridé.                                  |                                   |
| Borogovia                         | Borogovia gracilicrus             |                                   |                                   | Membres postérieurs partiels                           | Un troodontidé.                                     |                                   |
| Gurilynia                         | Gurilynia nessovi                 |                                   |                                   | Ceinture scapulaire et éléments des membres antérieurs | Un enantiornithiné.                                 |                                   |
| Judinornis                        | Judinornis nogontsavensis         |                                   |                                   | Vertèbre                                               | Un Hesperornithes.                                  |                                   |
| Saurornithoides                   | S. junior                         |                                   |                                   |                                                        | Reclassé comme Zanabazar junior                     |                                   |
| Teviornis                         | Teviornis gobiensis               |                                   |                                   |                                                        | Un ansériforme proche des canards et oies modernes. |                                   |
| Tochisaurus                       | Tochisaurus nemegtensis           |                                   |                                   | Un métatarsien                                         | Un troodontidé.                                     |                                   |
| Zanabazar                         | Zanabazar junior                  |                                   |                                   | Crâne et squelette post-crânien fragmentaire           | Un troodontidé.                                     |                                   |

#### Autrescoelurosaures
| Coelurosaures divers de la formation de Nemegt | Coelurosaures divers de la formation de Nemegt | Coelurosaures divers de la formation de Nemegt | Coelurosaures divers de la formation de Nemegt | Coelurosaures divers de la formation de Nemegt                | Coelurosaures divers de la formation de Nemegt                              | Coelurosaures divers de la formation de Nemegt |
| Genre                                          | Espèce                                         | Situation                                      | Position stratigraphique                       | Matériel                                                      | Notes                                                                       | Images                                         |
| ---------------------------------------------- | ---------------------------------------------- | ---------------------------------------------- | ---------------------------------------------- | ------------------------------------------------------------- | --------------------------------------------------------------------------- | ---------------------------------------------- |
| Alioramus                                      | Alioramus remotus                              |                                                |                                                |                                                               | Un tyrannosauridé, présent dans les bancs de Nogoon Tsav, renommé A. altai. |                                                |
| Alioramus                                      | Alioramus altai                                |                                                |                                                |                                                               | Un tyrannosauridé.                                                          |                                                |
| Anserimimus                                    | Anserimimus planinychus                        |                                                |                                                | Squelette post-crânien incomplet                              | Un ornithomimidé.                                                           |                                                |
| Bagaraatan                                     | Bagaraatan ostromi                             |                                                |                                                | Crâne et squelette post-crânien fragmentaires                 | Un coelurosaure ou de classification incertaine.                            |                                                |
| Deinocheirus                                   | Deinocheirus mirificus                         |                                                |                                                | Squelette presque complet                                     | Un ornithomimosaure géant.                                                  |                                                |
| Gallimimus                                     | Gallimimus bullatus                            |                                                |                                                | Trois squelettes presque complets et deux squelettes complets | Un ornithomimidé.                                                           |                                                |
| Mononykus                                      | Mononykus olecranus                            |                                                |                                                |                                                               | Un alvarezsauridé.                                                          |                                                |
| Raptorex                                       | Raptorex kreigsteni                            |                                                |                                                |                                                               | Un tyrannosauridé Tarbosaurus peut-être juvénile.                           |                                                |
| Tarbosaurus                                    | Tarbosaurus bataar                             |                                                |                                                | Un crâne et deux squelettes                                   | Un tyrannosauridé. Squelette en connexion anatomique (rare sur le site).    |                                                |
| Therizinosaurus                                | Therizinosaurus cheloniformis                  | Omnogov, Mongolie                              | Bancs blancs de Hermiin Tsav                   | Éléments de membres                                           | Un thérizinosaure géant.                                                    |                                                |

### Ornithischiens
| Ornithischiens de la formation de Nemegt | Ornithischiens de la formation de Nemegt | Ornithischiens de la formation de Nemegt | Ornithischiens de la formation de Nemegt | Ornithischiens de la formation de Nemegt                                                          | Ornithischiens de la formation de Nemegt                                                                         | Ornithischiens de la formation de Nemegt |
| Genre                                    | Espèce                                   | Situation                                | Position stratigraphique                 | Matériel                                                                                          | Notes | Images                                   |
| ---------------------------------------- | ---------------------------------------- | ---------------------------------------- | ---------------------------------------- | ------------------------------------------------------------------------------------------------- | --- | ---------------------------------------- |
| Barsboldia                               | Barsboldia sicinskii                     |                                          |                                          | Sacrum et pelvis                                                                                  | Un hadrosauridé.                                                                                                 |                                          |
| Dyoplosaurus                             | Dyoplosaurus giganteus                   |                                          |                                          |                                                                                                   | Un ankylosaure. Précédemment mis en synonymie avec Tarchia kielanae, maintenant considéré comme un nomen dubium. |                                          |
| Homalocephale                            | Homalocephale calathoceros               |                                          |                                          |                                                                                                   | Un pachycéphalosaure.                                                                                            |                                          |
| Prenocephale                             | P. prenes                                |                                          |                                          | Crâne complet et squelette post-crânien partiel                                                   | |                                          |
| Saichania                                | Saichania chulsanensis                   |                                          |                                          | Crâne complet                                                                                     | Un ankylosaure, trouvé également dans la formation de Barun Goyot.                                               |                                          |
| Saurolophus                              | Saurolophus angustirostris               |                                          |                                          | Au moins quinze spécimens avec des crânes en connexion anatomique et des squelettes post-crâniens | Un hadrosauridé.                                                                                                 |                                          |
| Tarchia                                  | Tarchia teresae                          |                                          |                                          |                                                                                                   | Un ankylosaure.                                                                                                  |                                          |

### Sauropodes
| Sauropodes de la formation de Nemegt | Sauropodes de la formation de Nemegt | Sauropodes de la formation de Nemegt | Sauropodes de la formation de Nemegt | Sauropodes de la formation de Nemegt                   | Sauropodes de la formation de Nemegt | Sauropodes de la formation de Nemegt |
| Genre                                | Espèce                               | Situation                            | Position stratigraphique             | Matériel                                               | Notes                                | Images                               |
| ------------------------------------ | ------------------------------------ | ------------------------------------ | ------------------------------------ | ------------------------------------------------------ | ------------------------------------ | ------------------------------------ |
| Nemegtosaurus                        | Nemegtosaurus mongoliensis           |                                      |                                      | Crâne                                                  | Un titanosaure.                      |                                      |
| Opisthocoelicaudia                   | Opisthocoelicaudia skarzynskii       |                                      |                                      | Squelette dépourvu de crâne et de vertèbres cervicales | Un titanosaure.                      |                                      |

### Œufs fossiles
| Œufs fossiles de la formation de Nemegt | Œufs fossiles de la formation de Nemegt | Œufs fossiles de la formation de Nemegt | Œufs fossiles de la formation de Nemegt | Œufs fossiles de la formation de Nemegt | Œufs fossiles de la formation de Nemegt | Œufs fossiles de la formation de Nemegt |
| Oo-genre                                | Oo-espèce                               | Situation                               | Position stratigraphique                | Matériel                                | Notes | Images                                  |
| --------------------------------------- | --------------------------------------- | --------------------------------------- | --------------------------------------- | --------------------------------------- | --- | --------------------------------------- |
| Laevisoolithus.                         | Laevisoolithus sochavai                 |                                         |                                         | Œuf entier en partie brisé              | Pondu par un oiseau ou un petit théropode                                                                                                   |                                         |
| Subtiliolithus                          | Subtiliolithus microtuberculatus        |                                         |                                         | Fragments de coquilles d’œufs           | Pondu par un oiseau Enantiornithes : Gobipteryx valifanovi (synonyme = Nanantius valifanovi) près duquel il a été trouvé et décrit en 2013. |                                         |

### Mammifères
| Mammifères de la formation de Nemegt | Mammifères de la formation de Nemegt | Mammifères de la formation de Nemegt | Mammifères de la formation de Nemegt | Mammifères de la formation de Nemegt | Mammifères de la formation de Nemegt | Mammifères de la formation de Nemegt |
| Genre                                | Espèce                               | Situation                            | Position stratigraphique             | Matériel                             | Notes                                | Images                               |
| ------------------------------------ | ------------------------------------ | ------------------------------------ | ------------------------------------ | ------------------------------------ | ------------------------------------ | ------------------------------------ |
| Buginbaatar                          | Buginbaatar transaltaiensis          |                                      |                                      |                                      | Un multituberculé.                   |                                      |

### Invertébrés
| Invertébrés de la formation de Nemegt | Invertébrés de la formation de Nemegt | Invertébrés de la formation de Nemegt | Invertébrés de la formation de Nemegt | Invertébrés de la formation de Nemegt | Invertébrés de la formation de Nemegt                             | Invertébrés de la formation de Nemegt |
| Genre                                 | Espèce                                | Situation                             | Position stratigraphique              | Matériel                              | Notes                                                             | Images                                |
| ------------------------------------- | ------------------------------------- | ------------------------------------- | ------------------------------------- | ------------------------------------- | ----------------------------------------------------------------- | ------------------------------------- |
| Nemegtia                              |                                       |                                       |                                       |                                       | Un ostracode (crustacé microscopique). Aussi nommé Talicypridea,. |                                       |